# Wilne Saporischschja
Wilne Saporischschja (ukrainisch Вільне Запоріжжя; russisch Вольное Запорожье Wolnoje Saporoschje) ist ein Dorf im Osten der ukrainischen Oblast Mykolajiw mit etwa 600 Einwohnern.
Das Dorf wurde 1924 gegründet, 23 Kilometer nordöstlich der Rajonshauptstadt Baschtanka und 83 Kilometer nordöstlich der Oblasthauptstadt Mykolajiw gelegen, die ehemalige Rajonshauptstadt Nowyj Buh befindet sich 15 Kilometer nordwestlich des Ortes.

## Verwaltungsgliederung
Am 15. Mai 2018 wurde das Dorf zum Zentrum der neugegründeten Landgemeinde Wilne Saporischschja (Вільнозапорізька сільська громада/Wilnosaporiska silska hromada). Zu diesem zählen auch noch die 15 in der untenstehenden Tabelle aufgelisteten Dörfer, bis dahin bildete es die gleichnamige Landratsgemeinde Wilne Saporischschja (Вільнозапорізька сільська рада/Wilnosaporiska silska rada) im Südosten des Rajons Nowyj Buh.
Am 12. Juni 2020 kamen noch die 5 Dörfer Bohomasy, Jefremiwka, Nowopoltawka, Schewtschenkowe und Trojany sowie die Ansiedlung Poltawka zum Gemeindegebiet.
Am 17. Juli 2020 kam es im Zuge einer großen Rajonsreform zum Anschluss des Rajonsgebietes an den Rajon Baschtanka.
Folgende Orte sind neben dem Hauptort Wilne Saporischschja Teil der Gemeinde:
| Name                     | Name              | Name                                    |
| ukrainisch transkribiert | ukrainisch        | russisch                                |
| ------------------------ | ----------------- | --------------------------------------- |
| Bilozerkiwka             | Білоцерківка      | Белоцерковка (Belozerkowka)             |
| Bohomasy                 | Богомази          | Богомазы (Bogomasy)                     |
| Dibrowa                  | Діброва           | Диброва (Dibrowa)                       |
| Jefremiwka               | Єфремівка         | Ефремовка (Jefremowka)                  |
| Lozkyne                  | Лоцкине           | Лоцкино (Lozkino)                       |
| Maksymiwka               | Максимівка        | Максимовка (Maksimowka)                 |
| Nowochrystoforiwka       | Новохристофорівка | Новохристофоровка (Nowochristoforowka)  |
| Nowodanyliwka            | Новоданилівка     | Новоданиловка (Nowodanilowka)           |
| Nowojurjiwka             | Новоюр’ївка       | Новоюрьевка (Nowojurjewka)              |
| Nowokostjantyniwka       | Новокостянтинівка | Новоконстантиновка (Nowokonstantinowka) |
| Nowopoltawka             | Новополтавка      | Новополтавка                            |
| Nowoseliwka              | Новоселівка       | Новосёловка (Nowosjoljowka)             |
| Nowowassyliwka           | Нововасилівка     | Нововасилевка (Nowowassilewka)          |
| Parchomiwka              | Пархомівка        | Пархомовка (Parchomowka)                |
| Pokasne                  | Показне           | Показное (Pokasnoje)                    |
| Poltawka                 | Полтавка          | Полтавка                                |
| Schewtschenkowe          | Шевченкове        | Шевченково (Schewtschenkowo)            |
| Stepowe                  | Степове           | Степовое (Stepowoje)                    |
| Symoniwka                | Симонівка         | Симоновка (Simonowka)                   |
| Trojany                  | Трояни            | Трояны                                  |
| Tschernihiwka            | Чернігівка        | Черниговка (Tschernigowka)              |